# Сідбомбінг

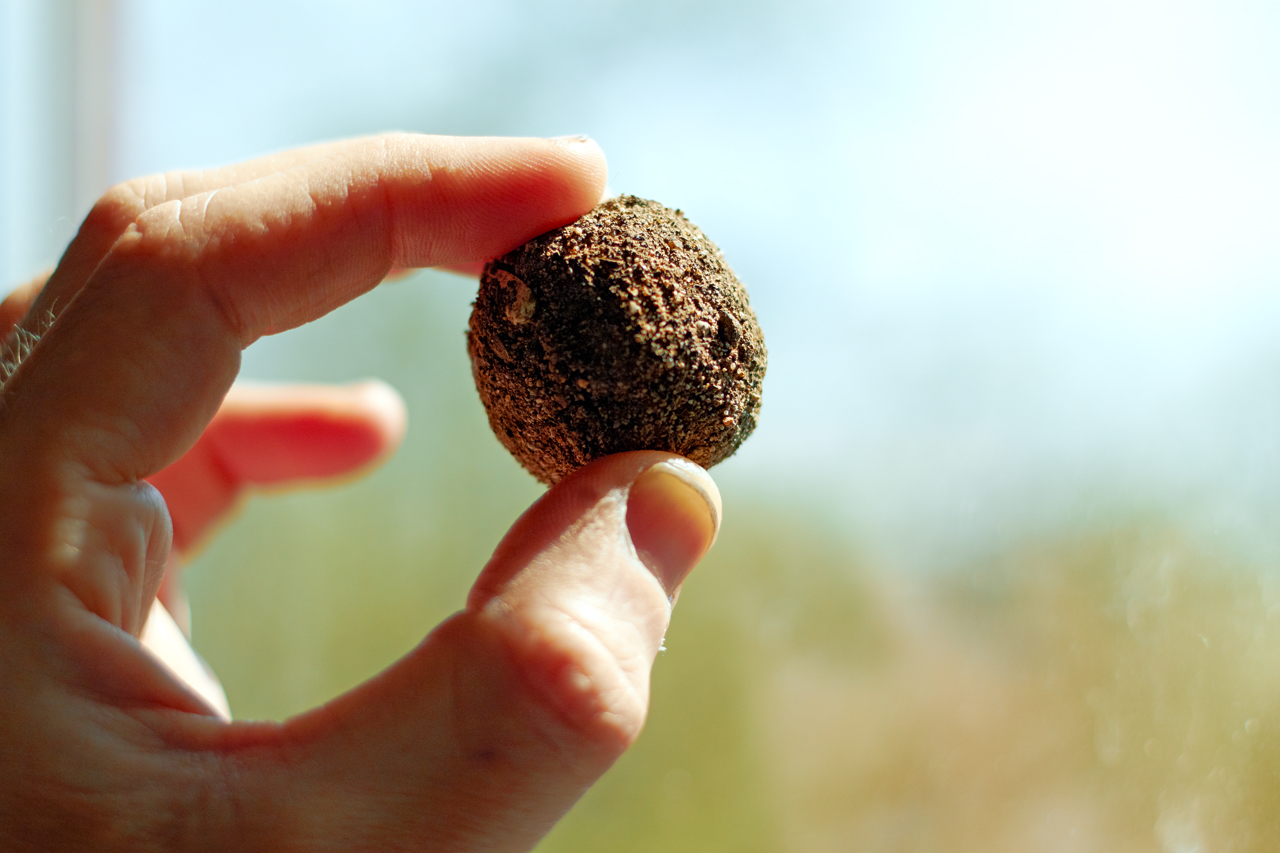
«Бомба» з насіння

Сідбомбінг (англ. Seedbombing) або повітряний посів — техніка засіву землі, що передбачає закидання куль (насінних бомб), що складаються з ґрунту, гумусу і насіння рослин. Часто використовується садівниками-партизанами на громадських або покинутих ділянках землі для відновлення рослинності. Також може використовуватися для реставрації лісового покриву.
Головною перевагою повітряного посіву є ефективне покриття значної площі за короткий проміжок часу.

## Термінологія
Термін «насінна бомба» був уперше використаний Ліз Крісті (Liz Christy) в 1973 році у кампанії «Зелені партизани». Учасники цієї кампанії закидали насінні бомби на порожні ділянки землі в Нью-Йорку, щоб поліпшити зовнішній вигляд районів. Це започаткувало рух партизан-озеленювачів.
У 2012 році в Німеччини з'явився термін «автобомбізм», тобто розкидання «насінних бомб» з вікон автомобілів.

## Значення
Повітряний посів є досить поширеним методом посіву. Його часто використовують для розповсюдження різних трав та бобових культур на великих ділянках землі, які потребують рослинного покриву після пожеж. Великі пожежі можуть знищити значні площі рослинного світу, що призводить до небезпеки ерозії. Посів з повітря може швидко та ефективно зменшити рівень її впливу та придушити ріст інвазійних видів рослин. Сідбомбінг є сучасною альтернативою іншим методам висіву, коли місцевість надзвичайно кам'яниста або на високих підйомах або недоступна з інших причин.
Такий тип посіву також часто використовують для посадки покривних культур. Є невеликий список рослин, для висівання яких часто використовують цей метод.
- Суданська трава, райграс багатолітній;
- Озимина;
- Малинова конюшина;
- Соя;
- Гречка;
- Овес;
- Кукурудза;
- Солодка конюшина.

## Історія
Перша згадка повітряного озеленення датується 1930 роком. У той час літаки використовувалися для поширення насіння рослин і дерев на важкодоступних територіях і в горах Гонолулу, Гаваї, щоб відновити рослинний покрив після лісових пожеж.
Сідбомбінг також широко поширений в Африці, де він використовується в районах з низькою біологічною різноманітністю. Завдяки розвитку технологій ефективність насінних бомб зросла. Вміст бомби поміщається в біорозкладану оболонку і закидається на ділянку. Зазвичай передбачається використання десятків або сотень насінних бомб на одній ділянці. За наявності достатньої кількості води і сонячних променів рослинність може з'явитися впродовж місяця.
У 1987 році Лінн Гаррісон (Lynn Garrison) запустила «Проект по озелененню Гаїті» (HARP), при якому тонни насінних бомб скидалися з переобладнуваного літака. Оболонка містила добрива, інсектицид і декілька насінин. Насіння було змочене водою за кілька днів до скидання, щоб запустити процес проростання насіння.

## Поширення
У деяких країнах багато магазинів стали пропонувати покупцям «насінні бомби».

## Галерея

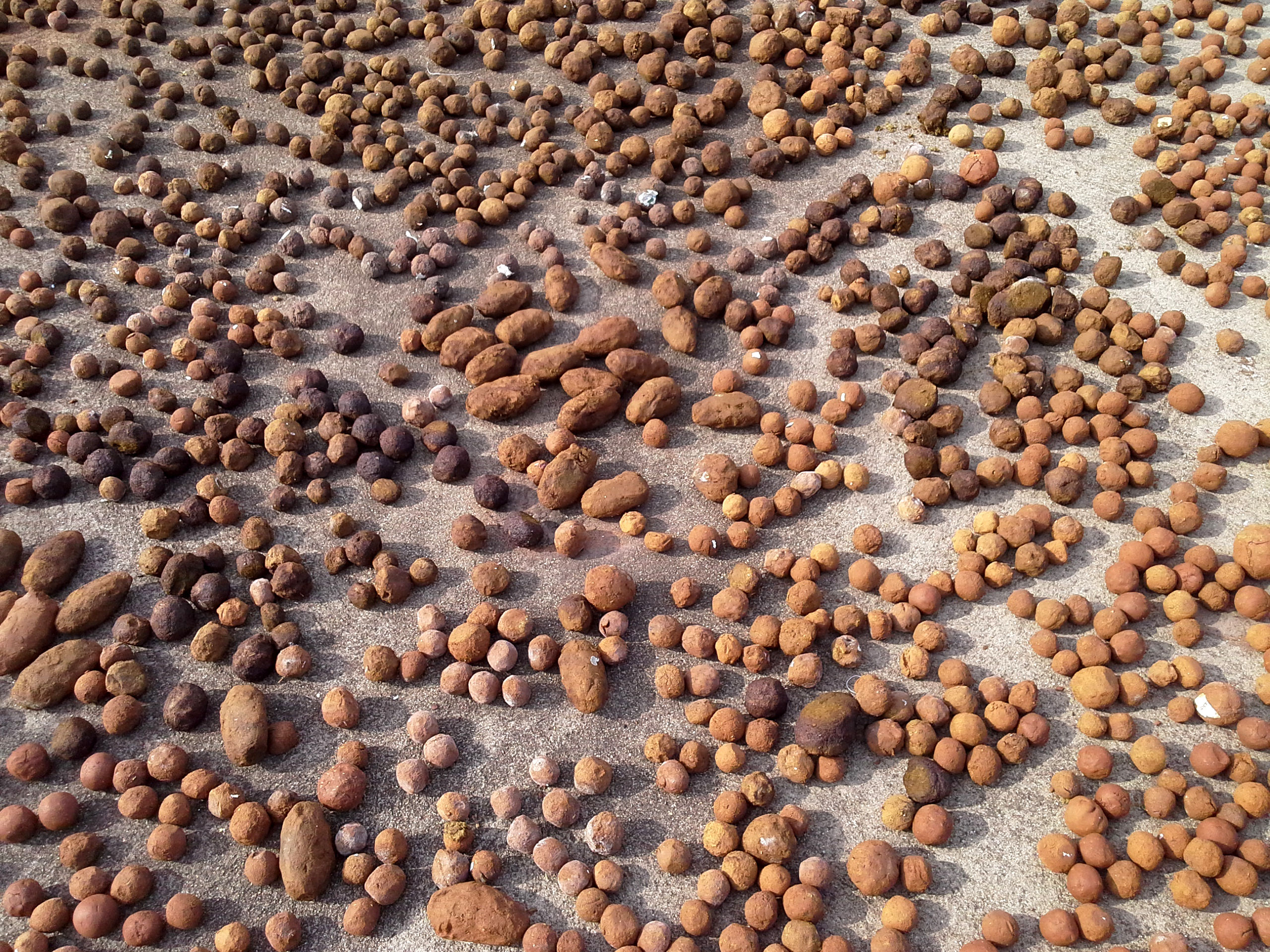
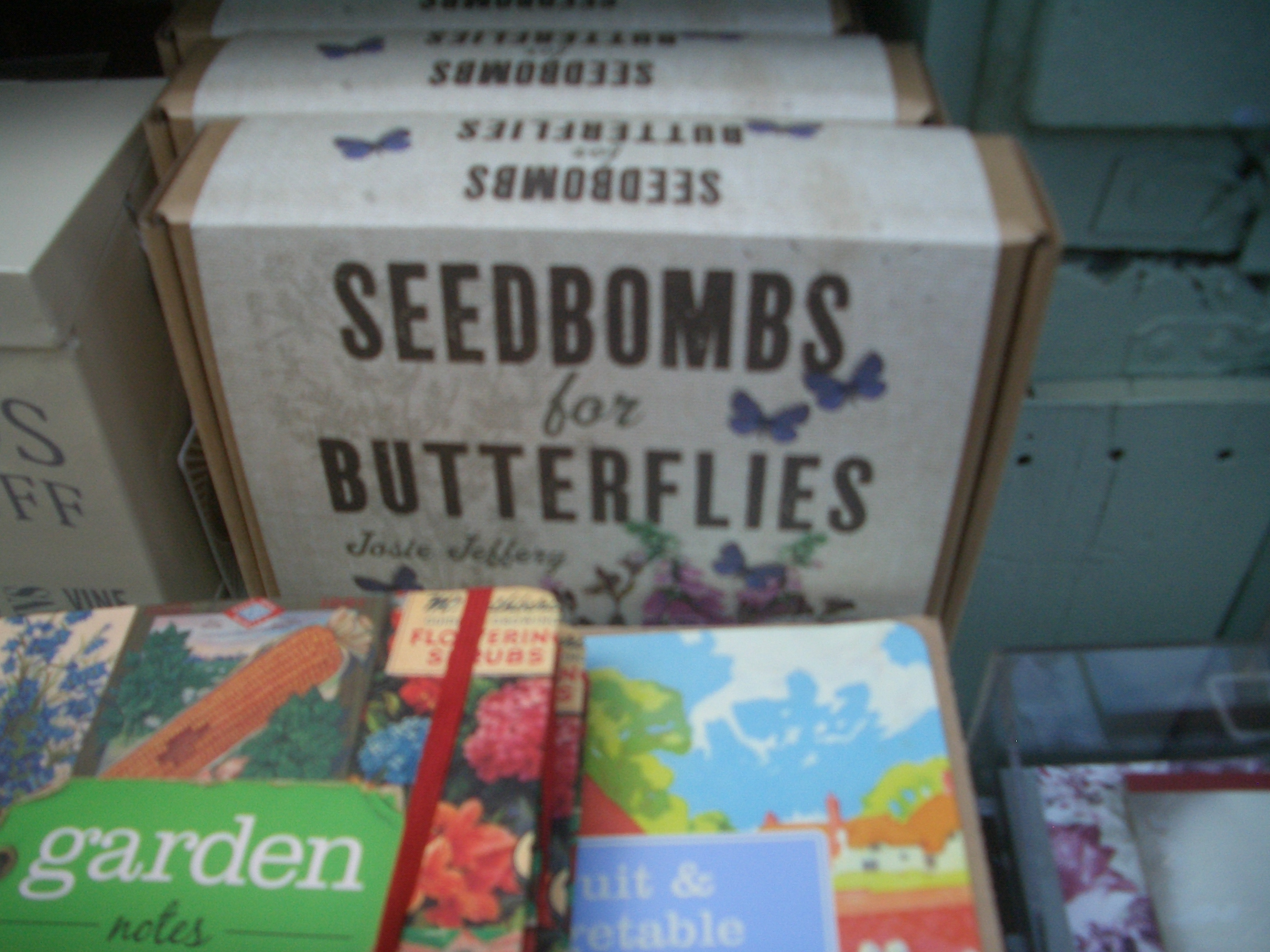